# Шалапська сільська рада
Шала́пська сільська рада (рос. Шалапский сельский совет) — сільське поселення у складі Цілинного району Алтайського краю Росії.
Адміністративний центр — село Шалап.

## Населення
Населення — 767 осіб (2019; 931 в 2010, 1228 у 2002).

## Склад
До складу сільської ради входять:
| Населений пункт     | Населення, осіб (2002) | Населення, осіб (2010) |
| ------------------- | ---------------------- | ---------------------- |
| Верх-Яминське, село | 271                    | 193                    |
| Шалап, село         | 957                    | 738                    |